# Cornelis van der Wal
Cornelis van der Wal (Leeuwarden, 28 januari 1956) is een Friese schrijver. Van der Wal is vooral bekend als dichter, maar hij heeft ook een novelle op zijn naam staan. Van der Wal schrijft in het Fries.

## Leven
Van der Wal is geboren in Leeuwarden en bracht zijn jeugd in deze stad door. Zijn moedertaal is het Fries, op straat leerde Van der Wal echter ook het Leeuwarder dialect, dat een vorm van Stadsfries is. In de jaren 80 schreef hij gedichten die werden gepubliceerd in de tijdschriften Hjir en Trotwaer. Hiermee verwierf hij enige bekendheid en in 1991 kwam zijn eerste dichtbundel uit.
In 1991 verhuisde Van der Wal van Leeuwarden naar Groningen, waar hij 18 jaar zou blijven wonen. Niettemin bleef zijn band met Friesland en de Friese cultuur hecht. In 1998 protesteerde hij samen met een aantal andere Friese intellectuelen tegen het door de provincie georganiseerde feest "Fryslân 500", waarbij in de ogen van Van der Wal gevierd werd dat Friesland 500 jaar geleden zijn vrijheid verloor. Op 2 juni 1998, tijdens een van de feestelijkheden, deed Van der Wal een bommelding, waarna de Grote Kerk van Leeuwarden moest worden ontruimd. Onder de gasten in de kerk was Commissaris van de Koningin Loek Hermans. Van der Wal werd gearresteerd en bracht enkele dagen in de cel door. Later zou hij deze gebeurtenissen verwerken in zijn satirische novelle Kening Kees.
Van 2009 tot 2013 heeft Van der Wal in Sneek gewoond, waarna hij zich weer in Leeuwarden vestigde. Hij is als redacteur en webmaster betrokken bij het literaire tijdschrift Ensafh. Verder houdt Van der Wal zich bezig met het componeren van elektronische muziek.

## Werk
Van der Wals poëzie kenmerkt zich door een aantal belangrijke tegenstellingen. De vorm is vaak opmerkelijk strak (oude versvormen, stafrijm) maar wordt onderbroken door spreektalige zinnen. De thema's kunnen zwaar zijn, pathos is veel gedichten niet vreemd, maar steeds is er ook weer de bevrijdende humor. De toon is soms streng, soms speels. De dichter gebruikt verheven Fries, maar verwerkt ook modewoorden en slordig taalgebruik in zijn gedichten. Van der Wal provoceert graag, maar zijn gedichten kunnen ook ontroerend zijn. Steeds heeft de gekozen vorm een betekenis. In Van der Wals gedichten is niets aan het toeval overgelaten.
Thema's in Van der Wals werk zijn verwarring, eenzaamheid en vervreemding. Het individu is kwetsbaar en slaagt niet in wat hij wil. Van der Wals werk heeft vaak een surrealistisch, bij momenten psychedelisch karakter. Seks en drugs spelen een grote rol, maar er is tegelijkertijd een religieuze ondertoon: de cynische mens staat tegenover de liefde van Christus. Deze religieuze lading blijkt ook uit het feit dat Van der Wal consequent zijn dichtbundels uit 33 gedichten laat bestaan, een bewuste keuze.
Van der Wal speelt graag met de actualiteit en neemt de Friese literatuur en zichzelf regelmatig op de hak. Ook het "Fries zijn" speelt een rol in zijn werk. Van der Wal verwijst vaak naar de Friese geschiedenis en geeft daar mythische proporties aan. Zo wordt in Skalder en it swurd de terugkeer van de "Friese held" Skalder beschreven. Dit thema zien we op een andere manier terug in de satirische novelle Kening Kees, waarin Van der Wal niet alleen zijn "held", maar en passant een groot deel van de Friese literaire wereld belachelijk maakt, en niet in de laatste plaats zichzelf.
Al voor zijn eerste bundel, In nêst jonge magneten, ontving Van der Wal de Fedde Schurerpriis.

## Prijzen
- 1994 : Fedde Schurerpriis voor In nêst jonge magneten